# Siloměr

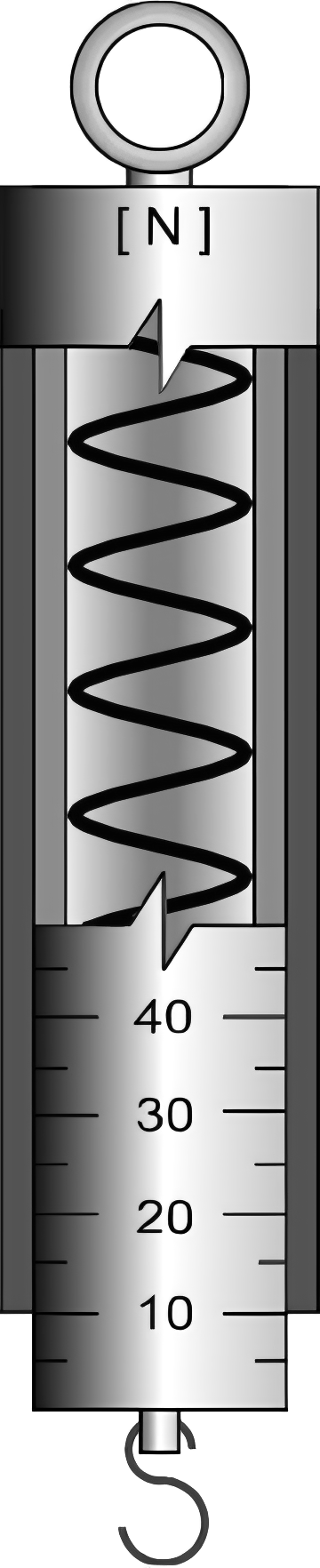
Siloměr - princip

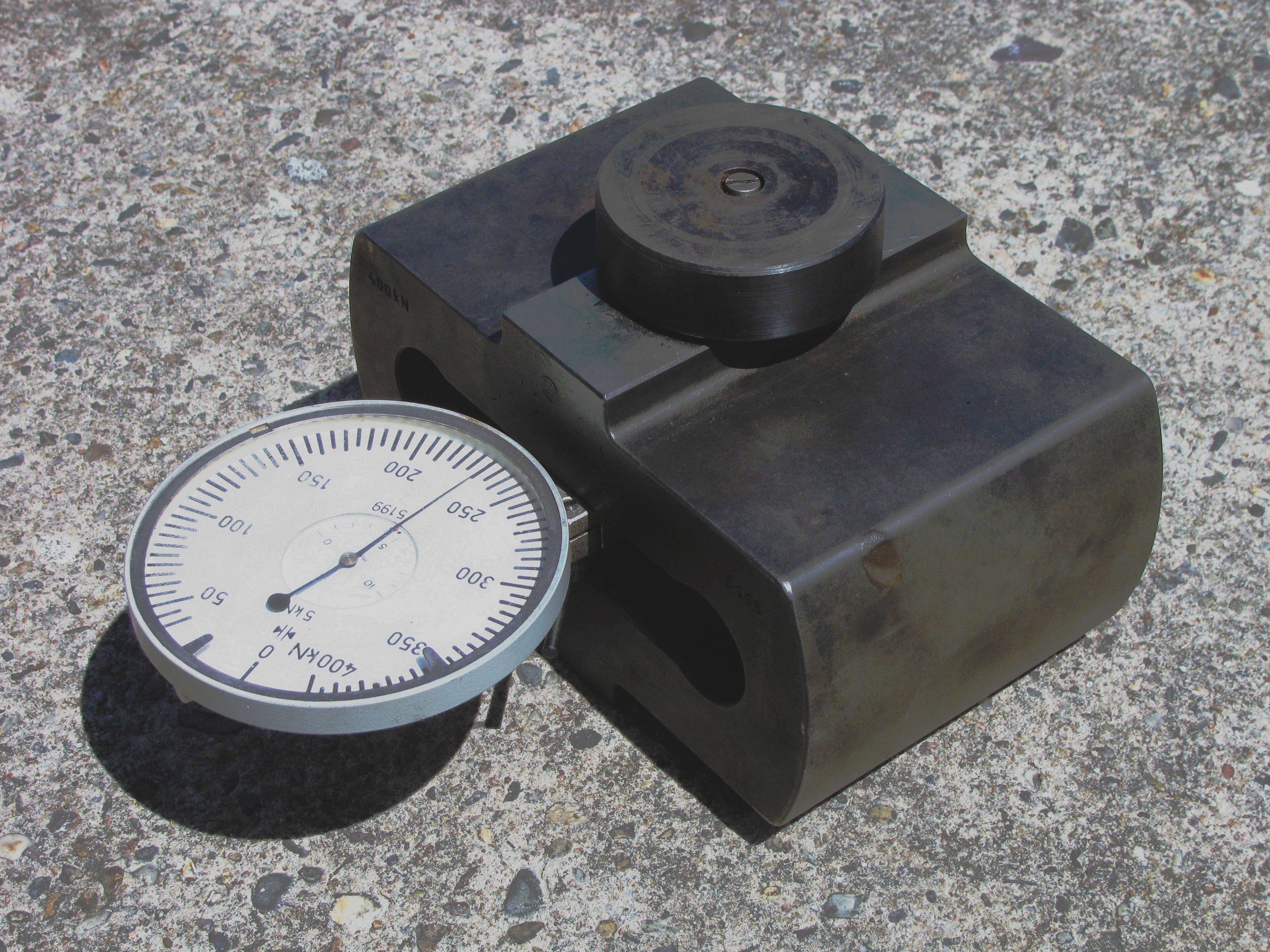
Starší mechanický siloměr (s odečítáním na indikátoru) k měření tlakové síly, rozsah do 400 kN

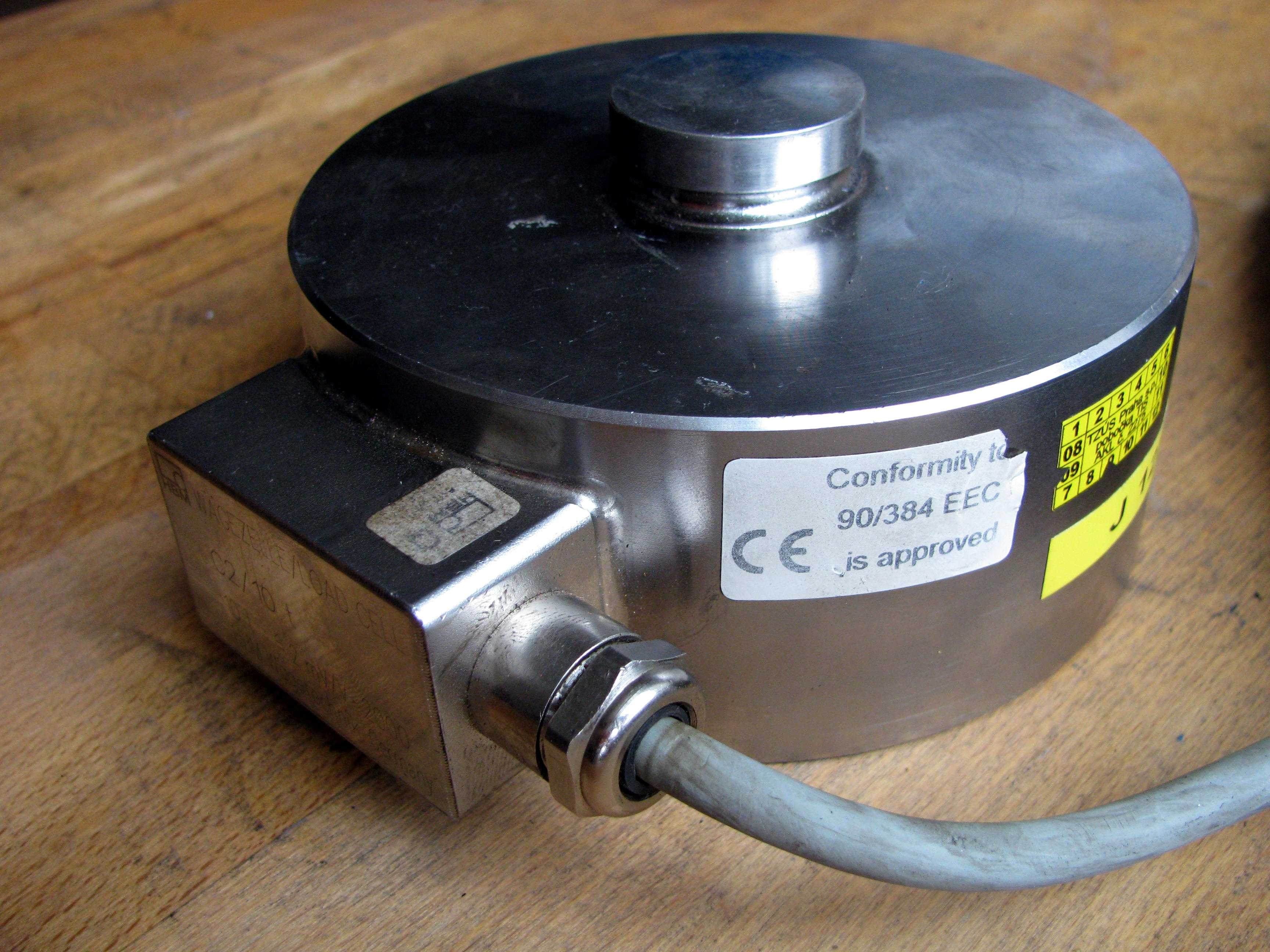
Elektrický snímač síly k měření tlakové síly, rozsah do 100 kN

Siloměr (řec. dynamometr) je přístroj k měření velikosti síly nebo momentu síly. Mírou velikosti síly je velikost deformace pružné části siloměru, například pružiny (využívá se Hookova zákona).
Tvar a tuhost pružné části siloměru je volen s ohledem na měřicí rozsah siloměru a na způsob odečítání hodnoty deformace. Z hlediska své mechanické konstrukce může být siloměr navržen pro měření jen tlakové síly nebo jen tahové síly nebo se schopností přechodu přes nulovou sílu do opačného směru (takové siloměry jsou konstrukčně náročnější).

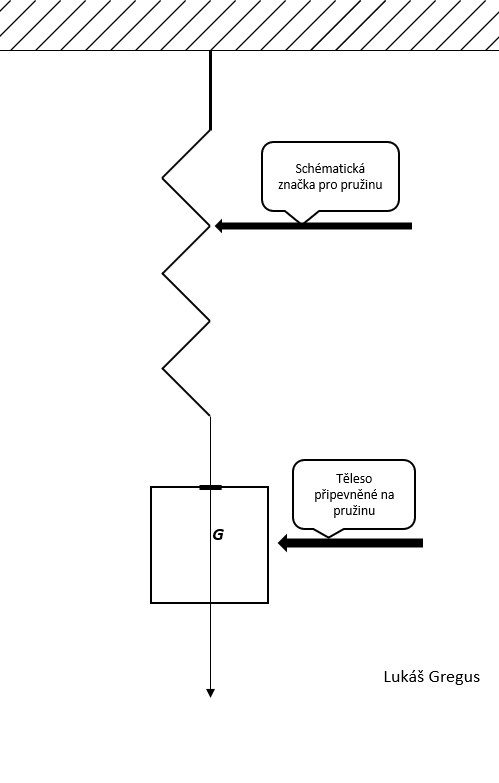
Zavešený siloměr se závažím

Měřená síla se buď odečítá opticky na stupnici nebo zjišťuje prostřednictvím elektrického měření; takový přístroj, zapojovaný do měřicího řetězce s dalším přístrojem, nazýváme též snímač síly. Nejobvyklejší snímač síly je tenzometrický, využívající vhodně tvarovanou pružnou část polepenou tenzometry nebo s tenzometry napařenými .
V soustavě SI je jednotkou síly newton (N). Pro řadu technických měření je přiměřenější udávat výsledek v násobku kilonewton (1 kN zhruba odpovídá tíze břemene o hmotnosti 100 kg).

## Mincíř
Mechanický siloměr se stupnicí cejchovanou v jednotkách hmotnosti slouží jako váhy v případech, kdy nevadí jeho menší přesnost. Pro tyto účely se mincíře používají již dlouhou dobu, jsou robustní, snadno přenosné a nevyžadují závaží. Slouží pro hrubá obchodní měření a umožňuje zjišťování hmotnosti v rozsahu od kg do několika tun (jeřábové váhy). Obdobou mincíře jsou moderní tenzometrické váhy, u kterých již nelze hovořit o snížené přesnosti.

## Druhy siloměrů
Siloměry lze rozdělit podle:
- Technického provedení:
  - mechanické
  - elektrické snímače síly, dnes obvykle s digitální indikací
- Provedení pružné části siloměru:
  - krabicový, v němž se měření síly převádí na měření tlaku v kapalině
  - kroužkový
  - pružinový
  - torzní
  - smyčkový
- Podle směru a účinku působící síly:
  - tahové
  - tlakové
  - tahotlakové
  - zkrutné
- Podle použití:
  - demonstrační
  - laboratorní
  - obchodní
  - průmyslové